# NK Poljanec
Nogometni klub Poljanec je hrvatski nogometni klub u Varaždinskoj županiji, iz mjesta Poljanec osnovan 1932. godine. 

## Kategorije
NK Poljanec se natječe u ligi NS Ludbreg u kategoriji seniora  Arhivirana inačica izvorne stranice od 4. rujna 2017. (Wayback Machine) te u kategoriji [neaktivna poveznica] 

## Uspjesi kluba
Najbolji plasman i uspjeh kluba je osvajanje lige NS Ludbreg i osvajanje Kupa nogometnog središta Ludbreg 1980-ih godina.
U sklopu 85. obljetnice postojanja kluba, 2017. godine odigrana je revijalna utakmica veterana nogometnog kluba Poljanec te selekcije veterana Hrvatskog nogometnog saveza.